# Comté de Parker
Le comté de Parker, en anglais : Parker County, est un comté situé au nord de la partie centrale de l'État du Texas aux États-Unis. Fondé le 12 décembre 1855, son siège de comté est la ville de Weatherford. Selon le recensement des États-Unis de 2020, sa population est de 148 222 habitants. Le comté a une superficie de 2 357 km2, dont 2 339,9 km2 en surfaces terrestres. Il est baptisé en référence à Isaac Parker, personnalité politique de la république du Texas.

## Organisation du comté
Le comté est fondé le 12 décembre 1855, à partir des terres des comtés de Bosque et de Denton. Il est définitivement organisé et autonome, le 1er mars 1856.
Le comté est baptisé en référence à Isaac Parker, sénateur du Texas ayant participé à la révolution texane,.

## Géographie

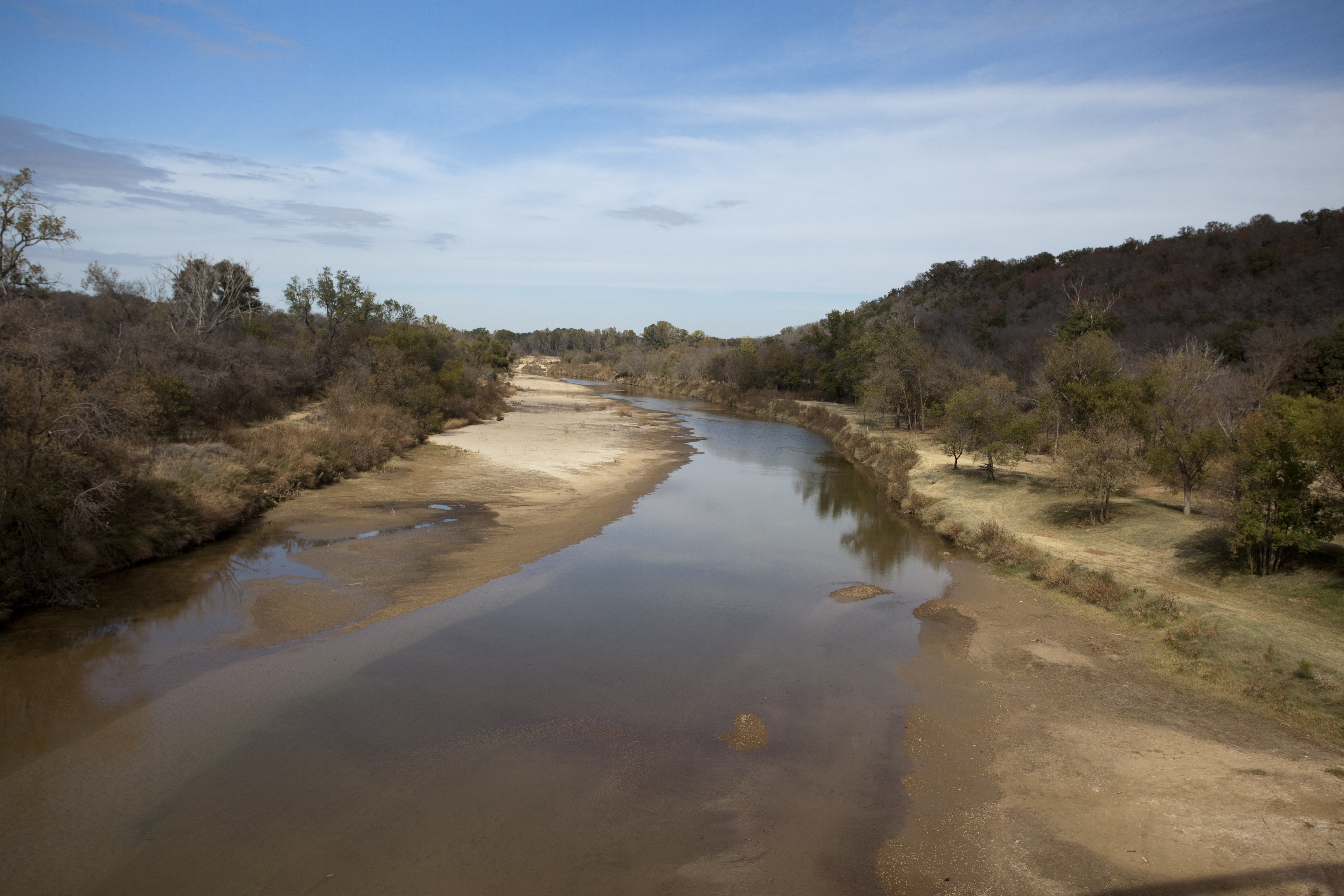
Le fleuve Brazos, entre le lac Possum Kingdom et le lac Granbury dans le comté de Parker.

Le comté de Parker se situe dans la partie nord du centre de l'État du Texas, aux États-Unis,.
Il a une superficie totale de 2 357 km2, composée de 2 339,9 km2 de terres et de 17,1 km2 de zones aquatiques.

## Comtés adjacents
| Comté de Jack       | Comté de Wise   |                  |
| Comté de Palo Pinto | Comté de Parker | Comté de Tarrant |
|                     | Comté de Hood   | Comté de Johnson |

## Démographie

Pyramide des âges du comté de Parker (2000).

Lors du recensement de 2010, le comté comptait une population de 116 927 habitants. En 2017, la population est estimée à 133 463 habitants,.